# FC Wacker Innsbruck
Fußballclub Wacker Innsbruck (normalt bare kendt som FC Wacker Innsbruck) er en østrigsk fodboldklub fra byen Innsbruck. Klubben spiller i 2. Liga, og har hjemmebane på Tivoli-Neu. Klubben blev grundlagt i 2002.